# سليمان أباد (شاهين دج)
سليمان‌ أباد هي قرية في مقاطعة شاهين دج، إيران. عدد سكان هذه القرية هو 422 في سنة 2006.